# Университет Западной Австралии

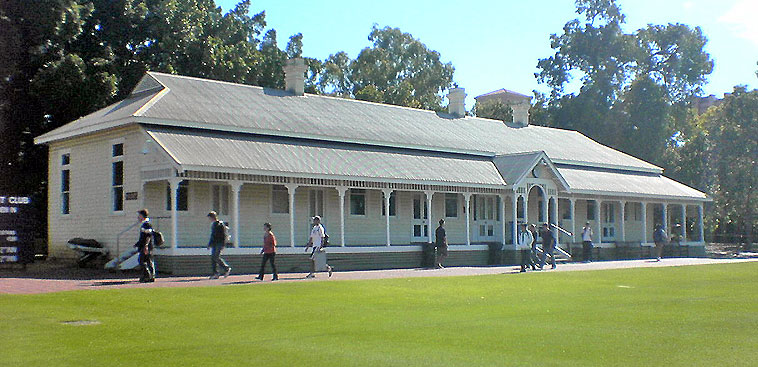
Университет Западной Австралии. Здание Ирвинг Стрит, сохранившееся от первоначального кампуса. Перенесено в новый кампус, сейчас — архив университета.

Университе́т За́падной Австра́лии — государственный университет, находится в городе Перте (штат Западная Австралия). Основан в 1911 году. Это старейший университет штата, входит в престижную Группу восьми и относится к Песчаниковым университетам.
Университет имеет свыше 80 научно-исследовательских институтов и центров, в том числе центр судебно-медицинской экспертизы, центр по исследованию преступности и центр по исследованию водных ресурсов. Ежегодно университет привлекает свыше 71 миллионов долларов иностранных инвестиций, что позволяет университету тратить свыше 117 миллионов долларов на научные исследования.